# 張纘
张缵（499年—549年），字伯绪，范阳郡方城（今河北固安南）人，中国南北朝时文学家、辞赋家、数学家，张弘策之子，张缅第三弟。南朝梁时尚书仆射。

## 生平
张缵出继从伯张弘籍。他眉目疏朗，娶梁武帝第四女富阳公主，拜驸马都尉、封利亭侯。好学，在梁朝为秘书郎，遍览兄长张缅有书万余卷，昼夜披读，殆不辍手，进而遍观内阁图书。尝执四部书目说：“若读此毕，乃可言优仕矣。”秘书郎为甲族起家之选，居职数十百日便迁任。张缵欲遍观阁内图籍，固求不徙，几年后转任太子舍人，历任南兰陵郡太守、度支尚书，后任吴兴郡太守。为政省烦苛，务清静，民吏称便。大同二年（536年）十二月，征为吏部尚书，为人负才任气，选官引荐寒门有能之士，不媚权贵，为时人所称。大同五年（539年）正月为尚书仆射，制定御乘车辇及官服印绶之制。他与尚书令何敬容不和，大同九年（543年）出为湘州刺史，在州省并吏役，抚怀蛮族，四年中户口增益十余万，州境安定。太清二年（548年）转为雍州都督、平北将军、宁蛮校尉。轻慢河东王萧誉。次年，侯景之乱时，张缵逃离湘州，写信对湘东王萧绎称河东王萧誉和雍州刺史岳阳王萧詧同谋讨伐他，导致萧绎与二人相攻。一说张缵还陷害了桂阳王萧悎导致其被萧绎所杀，有争议，因萧悎是张缵的外甥，也没有过节，且另有张缵书信未及萧悎、军主朱荣陷害萧悎的记载。
张缵丢弃部曲，带着两个女儿投奔萧绎，被派去雍州赴任，萧詧不受代，让张缵住在白马寺。将领杜岸骗张缵去西山起兵夺权，张缵和杜岸兄弟结盟，趁夜穿女装乘车去西山后，杜岸就告诉萧詧，萧詧派杜岸去镇压。张缵看到杜岸，以为是来和自己合兵的，大喜出迎，被俘，为了保命请求出家，法名法绪。
萧詧为了救萧誉而攻打江陵，带张缵随后军，命他给自己写檄文，他称病不写。后来萧詧败退，看守担心追兵追上，就杀了张缵，丢下尸体跑了。萧誉最终被萧绎败杀。萧绎即位，谥其为“简宪公”。
著述有《鸿宝》一百卷，文集二十卷。其文学富辞赡。今存辞赋七篇，其中《瓜赋》为咏物之作，余皆抒情之作。《南征赋》为长篇大赋，作于大通九年（543年），叙述赴湘州途中，为追步潘岳《西征赋》之作。他的几篇赋作，如《秋雨赋》、《怀音赋》等，写来往往笔触细致，情怀凄婉，颇有动人之处。《隋志》录其著述有《算经异义》一卷，《张缵集》十一卷并录，已佚。严可均《全上古三代秦汉三国六朝文》辑有《张缵（文）》十六篇。逯钦立《先秦汉魏晋南北朝诗》辑有《张缵（诗）》三首，其中《大言应令诗》、《细言应令诗》的内容无新义，但作为诗之新格，还是有一定的欣赏价值。

## 子女
- 梁明帝萧岿張后，生萧皇后、萧璟、萧瑀
- 張希，張纘次子，字子颜，早年知名，娶梁简文帝第九女海盐公主为妻，承圣初年，官至侍中
- 张轲（547年—614年），萧皇后年幼时，由张轲抚养，軻初仕梁明帝爲安平王屬，入隋補洛鄉令，歷仕太子藥藏監、尚書祠部郎、儀同三司、鹽川太守、魏郡太守、正議大夫[2]
- 張明，梁秘書郎、陳始興王友[3]
  - 張賢（571年-652年），大業初年任河南郡司士書佐，皇泰初授上開府儀同三司[3]
    - 張悚，左翊衛[3]
- 張英（549年-612年），字妙芬，后梁始兴王妻[4][5]